# Percnia celluaria
Percnia celluaria är en fjärilsart som beskrevs av Sterneck 1928. Percnia celluaria ingår i släktet Percnia och familjen mätare. Inga underarter finns listade i Catalogue of Life.